# Tephrosia barberi
Tephrosia barberi är en ärtväxtart som beskrevs av James Ramsay Drummond. Tephrosia barberi ingår i släktet Tephrosia och familjen ärtväxter. Inga underarter finns listade i Catalogue of Life.